# Chapuisia variabilis
Chapuisia variabilis là một loài bọ cánh cứng trong họ Chrysomelidae. Loài này được Laboissiere miêu tả khoa học năm 1939.